# Mesomexovis spadix
Espèce
Synonymes
- Vaejovis punctatus spadix Hoffmann, 1931
- Hoffmannius punctatus spadix (Hoffmann, 1931)

Mesomexovis spadix est une espèce de scorpions de la famille des Vaejovidae.

## Distribution
Cette espèce est endémique du Mexique. Elle se rencontre au Jalisco, en Aguascalientes et au Zacatecas.

## Systématique et taxinomie
Cette espèce a été décrite sous le protonyme Vaejovis punctatus spadix par Hoffmann en 1931. Elle suit son espèce dans le genre Hoffmannius. Elle est élevée au rang d'espèce dans le genre Mesomexovis par González Santillán et Prendini en 2013.

## Publication originale
- Hoffmann, 1931 : « Monografias para la Entomologia Medica de Mexico. Monografia num. 2. Los Scorpiones de Mexico. Primera parte Diplocentridae, Chactidae, Vejovidae. » Anales del instituto de Biología de la Universidad Nacional de México, vol. 2, no 4, p. 291-408.